# Хворостинин, Юрий Дмитриевич
Князь Юрий Дмитриевич Хворостинин (? — 1639) — московский дворянин, рында, воевода, начальник Пушкарского приказа, окольничий и боярин в Смутное время и во времена правления Михаила Фёдоровича.
Из княжеского рода Хворостинины. Средний сын Евдокии Никитичны (ум. 1633) и Дмитрия Ивановича Хворостинина (ум. 1590). Имел старшего брата, князя Ивана Дмитриевича (ум. 1612) и Григорий Дмитриевич (ум. 1602).

## Биография

### Служба в Смутное время
В 1605 году стольник Лжедмитрия I. В мае 1606 года на свадьбе Лжедмитрия I и Марины Мнишек второй стольник у большого стола окольничих, перед ними ходил, а на другой день свадьбы — мовник, в бане с Лжедмитрием I. Во время Смутного времени был активным сторонником призвания королевича Владислава на русский престол, добивался милостей от Сигизмунда III.
В 1608 году рында при представлении Василию Шуйскому польских послов. В 1610 году показан в боярах, но в каком году пожалован и кем — неизвестно. В 1610—1612 годах был главой Пушкарского приказа.

#### Служба Михаилу Фёдоровичу
В 1613 году, вместе И.А. Хворостининым местничали по поводу назначений с князьями А.И. Хованским и Ю.Е. Сулешевым, в сентябре назначенный на встречу персидского посла местничал со стольником Л.А. Плещеевым.   В 1616 году первый воевода в Москве у Чертольских ворот. В 1621-1622 годах первый воевода Передового полка в Дедилове. В 1623-1624 годах воевода в Терках. В 1625-1629 годах в Боярской книге записан московским дворянином, а в 1636 году — стряпчий. Имел поместный оклад 700 четвертей земли и денежный 70 рублей.
В 1638 году постригся в монахи под именем Герасим. Умер в монастыре в 1639 году.
После смерти родителей владел имениями в Переяславском и Ярославском уездах. Выкупил у Спасо-Ярославского монастыря вотчину своего двоюродного брата — князя Ивана Андреевича.

## Семья
От брака с неизвестной имел детей:
- Фёдор Юрьевич Хворостинин по прозванию Кривошей (ум. 1656) — стольник, воевода, окольничий и боярин[8]
- Марья Фёдоровна Хворостина (1651—1723) — внучка, жена боярина, князя Голицына Бориса Алексеевича.

## Имения
- Богородское (Лайково, Мелтихино)